# Quận Lafayette, Arkansas
Quận Lafayette là một quận thuộc tiểu bang Arkansas, Hoa Kỳ.
Quận này được đặt tên theo Marquis de Lafayette, một anh hùng Pháp. Theo điều tra dân số của Cục điều tra dân số Hoa Kỳ năm 2000, quận có dân số 8559 người. Quận lỵ đóng ở Lewisville.6.

## Địa lý
Theo Cục điều tra dân số Hoa Kỳ, quận có diện tích 1412 km2, trong đó có 48 km2 là diện tích mặt nước.

### Các xa lộ chính
- U.S. Highway 82
- Highway 29
- Highway 53
- Highway 160

### Quận giáp ranh
- Quận Hempstead (bắc)
- Quận Nevada (đông bắc)
- Quận Columbia (đông)
- Webster Parish, Louisiana (đông nam)
- Bossier Parish, Louisiana (nam)
- Caddo Parish, Louisiana (tây nam)
- Quận Miller (tây)